# Gerd Bucerius

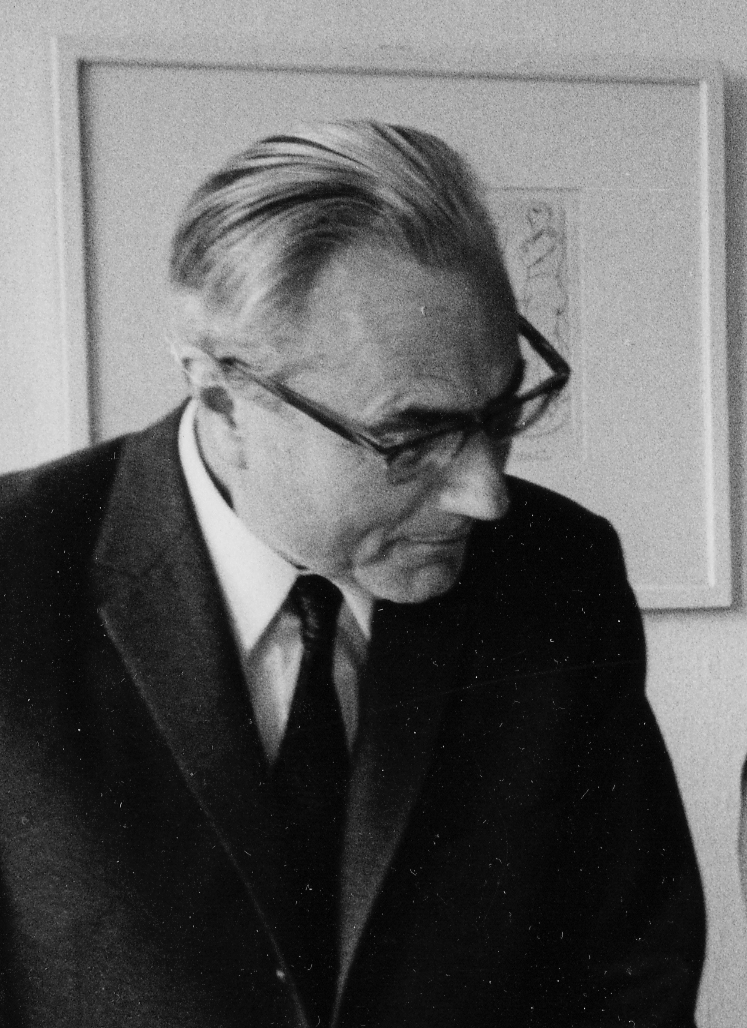
Gerd Bucerius (1968)

Gerd Bucerius [buˈtseʁius] (* 19. Mai 1906 als Karl Anton Martin Gerhard Bucerius in Hamm, Westfalen; † 29. September 1995 in Hamburg) war ein deutscher Jurist, Verleger und Politiker.

## Ausbildung und Beruf
Der Vater von Gerd Bucerius, Walter Bucerius, war Jurist, leitender Kommunalbeamter und 1920–1922 Bürgermeister in Hannover. 1922 wechselte er in die Direktion der Hugo Stinnes AG für Seeschiffahrt und Überseehandel in Hamburg. Gerd Bucerius besuchte aufgrund der berufsbedingten Ortswechsel seines Vaters Schulen in Essen, Hannover und Hamburg. Nach dem Abitur 1924 in Hamburg studierte er Rechtswissenschaften in Freiburg im Breisgau, Hamburg und Berlin. 1928 bestand er das erste und 1932 das zweite juristische Staatsexamen. 1934 erfolgte seine Promotion zum Dr. iur. an der Universität Hamburg zum Thema: Der Zeitpunkt des Eigentumsverlustes an beschlagnahmten und liquidierten Gütern, rechtsvergleichend dargestellt am englischen, amerikanischen und deutschen Beschlagnahmerecht des Weltkrieges.
Bucerius war zunächst als unbesoldeter Richter im damals noch preußischen Altona, in Kiel und Preetz und als besoldeter Richter in Flensburg tätig. Von 1933 bis Anfang 1946 arbeitete er als Rechtsanwalt in der väterlichen Kanzlei in Altona. Dabei verteidigte er 1937 den jüdischen Hamburger Reeder Arnold Bernstein gegen die Anklage wegen „Devisenvergehens“. Vertreter der Anklage war der Erste Staatsanwalt Heinrich Jauch. Das Verfahren machte Bernstein zu einem der ersten Opfer der „Arisierung“. 
Die Wehrmacht zog Bucerius 1940 nur für zwei Monate ein. Von 1943 bis 1945 war er stellvertretender Geschäftsführer und Syndikus der Diago-Werke Moeller & Co. in Hamburg. Dieses Unternehmen war in den letzten Kriegsjahren für Baracken- und Notunterkünftebau zuständig und setzte auch jüdische KZ-Häftlinge als Zwangsarbeiter ein. Bucerius war jedoch auch Familienanwalt für den späteren Politiker Erik Blumenfeld. Er versteckte Blumenfeld ab Mitte April 1945 in seinem Haus in Hamburg-Othmarschen und wurde seinerseits nach Kriegsende von ihm an die Briten empfohlen.
Am 14. Juni 1945 wurde Bucerius als Treuhänder von der britischen Militärverwaltung in Hamburg mit der Abwicklung der Hamburger Zeitung beauftragt.
Am 14. Februar 1946 erhielt er gemeinsam mit Lovis H. Lorenz, Richard Tüngel und Ewald Schmidt di Simoni von der britischen Besatzungsbehörde die Lizenz zur Herausgabe der Wochenzeitung Die Zeit. Von 1949 bis 1951 erwarb er nach und nach die Mehrheit am Nannen-Verlag und wurde damit auch Verleger des Stern.
In den Jahren 1951 bis 1957 fanden unter den Gesellschaftern der Zeit Auseinandersetzungen statt, an deren Ende Bucerius schließlich alleiniger Gesellschafter der Zeit wurde. Bucerius’ große Leidenschaft galt bis zu seinem Tode der Zeit, die er mit Gewinnen aus dem Stern finanzierte. Gegen den Widerstand der Redaktion setzte er das Zeit Magazin als erste farbige Beilage in Deutschland mit Erfolg durch. Seine berufliche Beziehung zur Chefredakteurin und späteren langjährigen Herausgeberin Marion Gräfin Dönhoff war gelegentlich gespannt, wie ihr Briefwechsel belegt.
Am 1. Juli 1965 gründete er gemeinsam mit Richard Gruner und John Jahr senior die Gruner + Jahr GmbH, den damals zweitgrößten deutschen Pressekonzern. Am 1. Januar 1973 übertrug er seine Anteile an Gruner + Jahr der neu gegründeten Bertelsmann AG und wurde zeitweilig deren Aufsichtsratsvorsitzender.
Am 15. Dezember 1971 gründete Bucerius die Zeit-Stiftung, die spätere Alleinerbin seines Vermögens. Die Stiftung betreibt unter anderem seit 2000 die Bucerius Law School, die erste deutsche private Hochschule für Rechtswissenschaften in Hamburg. 2001 wurden das Bucerius Institute for Research of Contemporary German History and Society an der Universität Haifa und 2002 das Bucerius Kunst Forum durch die Zeit-Stiftung eröffnet. Seit 2016 vergibt die Zeit-Stiftung zusammen mit der norwegischen Stiftelsen Fritt Ord jährlich drei, jeweils mit 15.000 € dotierte Free Media Awards für osteuropäische Medien.
1972 wurde Die Zeit aus der Bertelsmann AG herausgelöst und zu diesem Zweck der neue Zeitverlag gegründet. Von 1977 bis 1982 leitete Diether Stolze den Verlag. Ab 1985 führte Bucerius’ Lebensgefährtin Hilde von Lang bis 1990 gemeinsam mit Helmut Schmidt die Geschäfte des Verlags. Helmut Schmidt war bis zu seinem Tod 2015 Herausgeber und wird seither ehrenhalber weiter als Herausgeber im Impressum geführt. Das Filmproduktionsunternehmen Die Zeit TV GmbH wurde 1988 als 55-prozentige Tochter des Zeitverlags gegründet. Seit dem 1. Juli 1996 gehört Die Zeit und der Zeitverlag zur Holtzbrinck-Verlagsgruppe. Ab 2009 liegen 49 % der Anteile des Zeitverlages bei der Dieter von Holtzbrinck Medien GmbH (DvH Medien) und 51 % bei der Georg von Holtzbrinck GmbH & Co KG Zeitverlag Beteiligungsgesellschaft.
Ab 1983 gehörte Bucerius dem neu geschaffenen Beirat der Bertelsmann Stiftung an (ab 1993 als Ehrenmitglied). Diese hatte der Bertelsmann-Patriarch Reinhard Mohn im Jahr 1977 ins Leben gerufen, um sein Lebenswerk zu sichern.

## Öffentliche Ämter

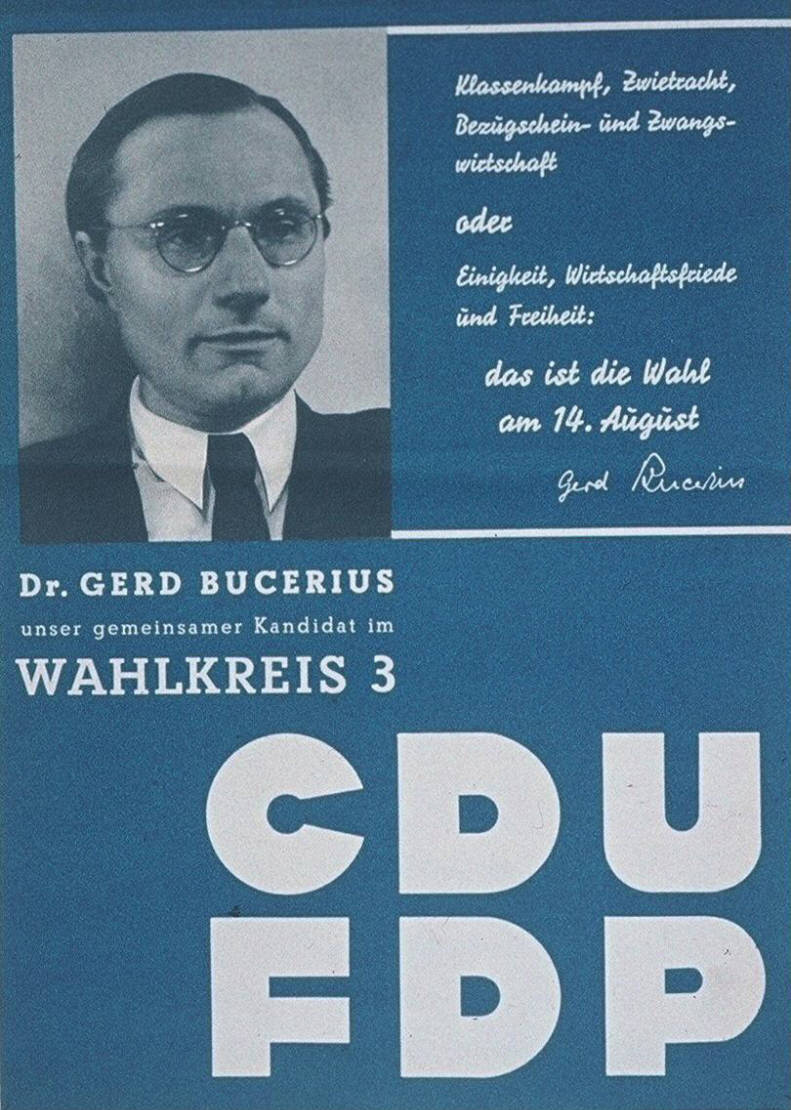
Gerd Bucerius auf einem Wahlplakat zur 1. Bundestagswahl am 14. August 1949

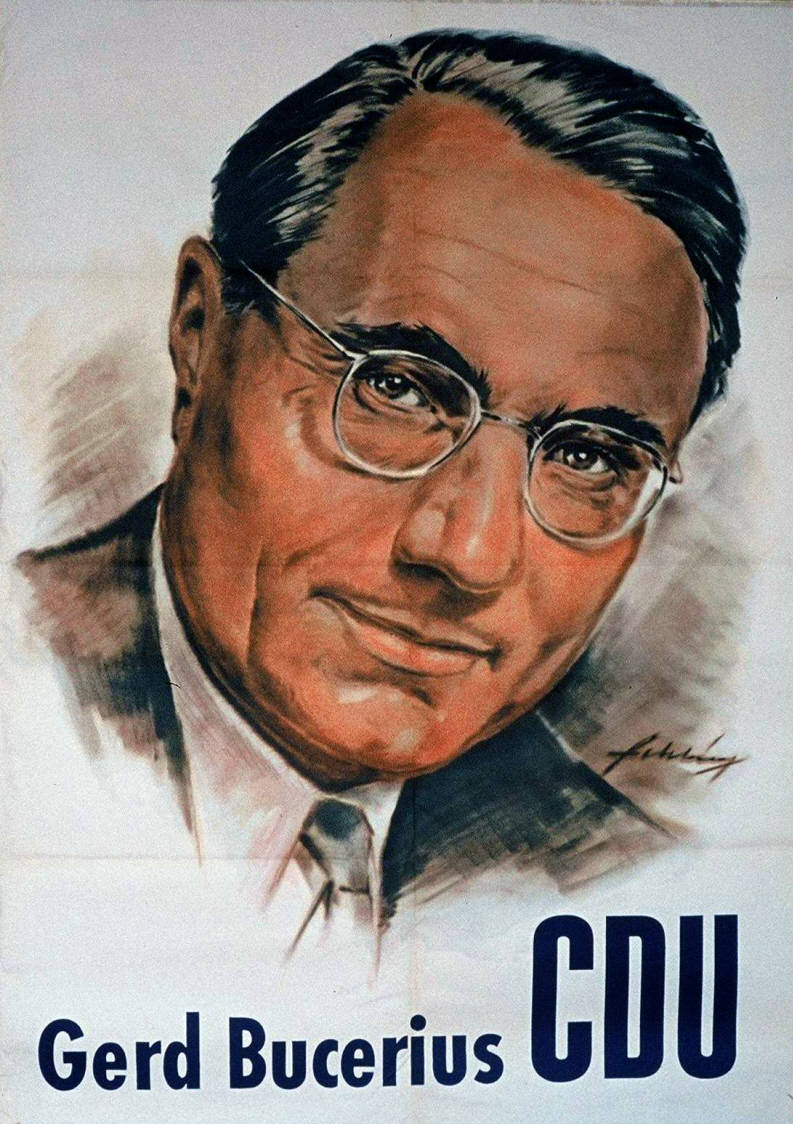
Gerd Bucerius auf einem Wahlplakat zur Bundestagswahl 1957

Bucerius gehörte 1946 der von der Besatzungsmacht ernannten Hamburgischen Bürgerschaft an. Vom 26. Februar bis 15. November 1946 war Bucerius als Parteiloser Bausenator der Freien und Hansestadt Hamburg. Nach der Bürgerschaftswahl 1946 war er für den Fall einer Regierungsbeteiligung der CDU für den Posten des Kultursenators vorgesehen, dazu kam es jedoch nicht. 1946/47 war er Mitglied des Zonenbeirates der britischen Zone, 1948/49 Mitglied des Wirtschaftsrates für die Bizone in Frankfurt am Main. Im Wirtschaftsrat übernahm er den Vorsitz des Ausschusses für den Lastenausgleich.

### Partei
Bucerius trat am 26. Juni 1946 mit einer Gruppe um Bürgermeister Rudolf Petersen der CDU bei. Von 1952 bis 1957 war er Bundesbeauftragter für die Förderung der Berliner Wirtschaft. Mit seinem Vorbild Konrad Adenauer überwarf er sich wegen dessen Ostpolitik, insbesondere seines politischen Verhaltens nach dem Bau der Berliner Mauer am 13. August 1961.
Am 8. Februar 1962 verließ er die Partei nach der so genannten Höllenfeuer-Affäre. Anlass war der Artikel Brennt in der Hölle wirklich ein Feuer? im Stern, der von der CDU/CSU-Bundestagsfraktion am 7. Februar als eine „Verletzung christlicher Empfindungen schärfstens mißbilligt“ wurde. Bucerius verwahrte sich dagegen, dass religiöse Empfindungen in eine politische Auseinandersetzung hineingezogen würden und lehnte es ab, sich von dem Artikel zu distanzieren.

### Parlamentsabgeordneter
Gerd Bucerius wurde bei der Bundestagswahl 1949 im Wahlkreis Hamburg III als gemeinsamer Kandidat von CDU und FDP erstmals in den Deutschen Bundestag gewählt. In der ersten Wahlperiode war er Vorsitzender des Berlin-Ausschusses, vom 10. November 1954 bis 3. Juli 1957 Vorsitzender des Untersuchungsausschusses zum Fall John.
Er plädierte während einer Schwächephase des Ostblocks im Herbst 1956 dafür, diese zu nutzen und die deutsche Hauptstadt nach Berlin zu verlegen. Kurz danach wurde beschlossen, dass der Bundespräsident einen zweiten Amtssitz in Berlin hatte und der Bundestag im wiederhergerichteten Reichstag regelmäßig tagen sollte.
Bei der Bundestagswahl 1953 errang er im Wahlkreis Hamburg I das Direktmandat, danach zog er über die Landesliste der CDU ins Parlament ein. Im März 1962 legte er sein Mandat nieder.

## Familie

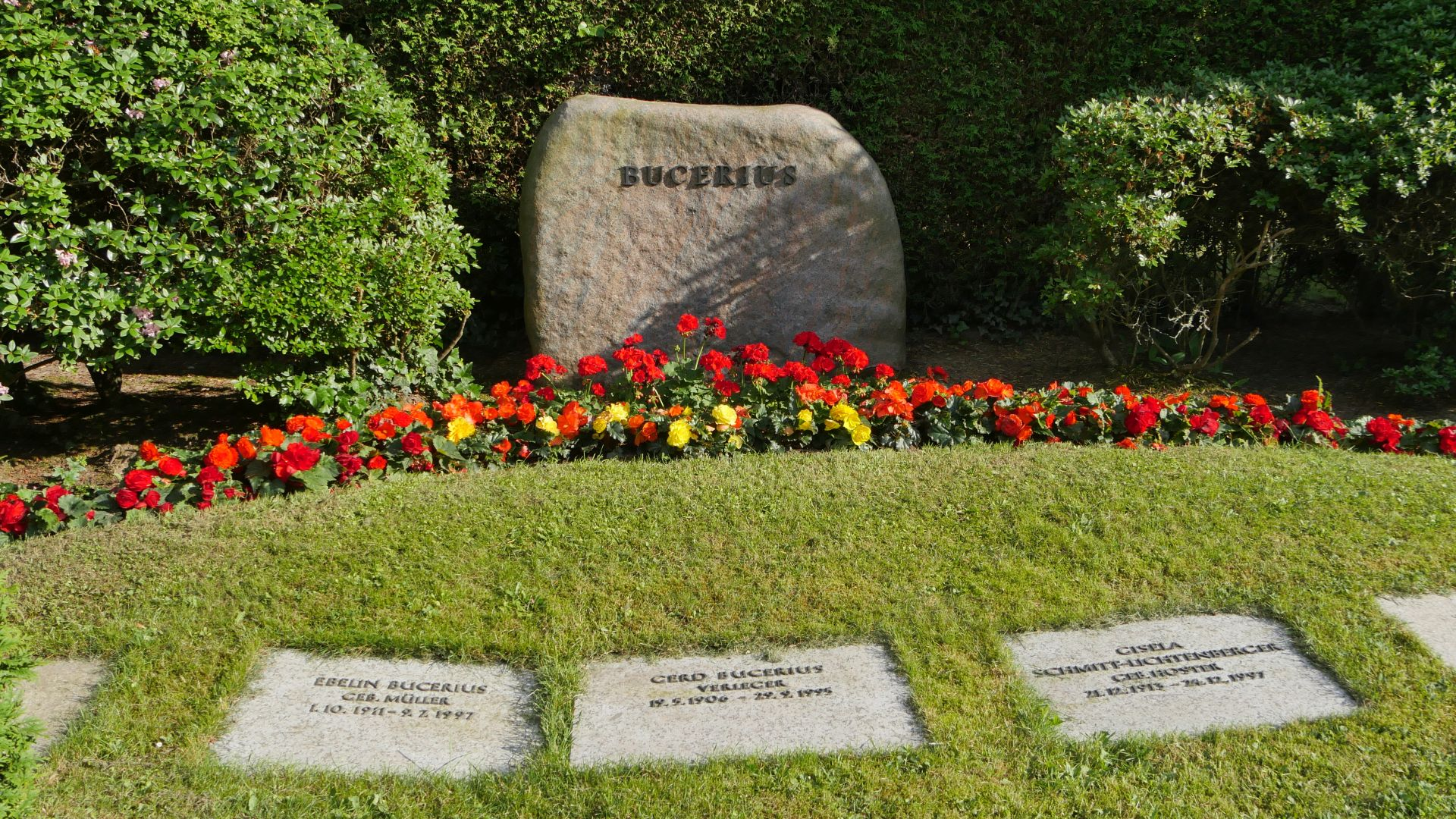
Grabstätte von Gerd Bucerius in Reinbek

Gerd Bucerius heiratete am 11. Oktober 1932 Detta (Gretel) Goldschmidt (1910–1970), eine Jüdin. Diese emigrierte im Dezember 1938 nach England. Am 19. Dezember 1945 wurde die Ehe geschieden. Am 12. April 1947 heiratete er Gertrud Ebel (1911–1997), genannt Ebelin, geb. Müller.
Gerd und Ebelin Bucerius sind auf dem Friedhof Klosterbergen in Reinbek beerdigt. Das Grab liegt auf der Rückseite der Friedhofskapelle. Dort wurde 2011 auch Hilde von Lang beigesetzt, die Gerd Bucerius und dem Verlag ebenfalls sehr verbunden war.

## Werke
- Der angeklagte Verleger. Notizen zur Freiheit der Presse. Piper, München 1974, ISBN 3-492-00392-3.
- Der Adenauer. Subjektive Beobachtungen eines unbequemen Zeitgenossen. Hoffmann und Campe, Hamburg 1976, ISBN 3-455-00736-8.
- Ratschläge für Einsteiger. In: Sonja Schmid-Burgk (Hrsg.): Ein Leben für die Politik? Briefe an jüngere Mitbürger. Herder-Taschenbuch-Verlag, Freiburg im Breisgau 1988, ISBN 3-451-08573-9, S. 9–13.
- Zwischenrufe und Ordnungsrufe. Zu Fragen der Zeit. Siedler, Berlin 1984, ISBN 3-88680-034-2.
- Haug von Kuenheim (Hrsg.): Ein wenig betrübt, Ihre Marion. Marion Gräfin Dönhoff und Gerd Bucerius; ein Briefwechsel aus fünf Jahrzehnten. Siedler, Berlin 2003, ISBN 3-88680-798-3.

## Ehrungen

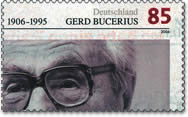
Sonderbriefmarke zum 100. Geburtstag von Gerd Bucerius

1956 erhielt Bucerius das Große Verdienstkreuz mit Stern und 1986 das Große Verdienstkreuz mit Stern und Schulterband. 1974 war er Preisträger der Alexander-Rüstow-Plakette.
Am 15. Mai 1986 ernannte die Hamburgische Bürgerschaft Gerd Bucerius zum Ehrenbürger der Freien und Hansestadt Hamburg.
Er wurde im November 1990 mit der Ludwig-Erhard-Medaille für Verdienste um die Soziale Marktwirtschaft ausgezeichnet.
Anlässlich seines 100. Geburtstags am 18. Mai 2006 gab die Deutsche Post AG 2006 eine Sonderbriefmarke heraus und es wurde die westlich des Hamburger Verlagsgebäudes gelegene Querstraße zum Speersort in Buceriusstraße benannt.
Sein Geburtsort Hamm benannte den Veranstaltungssaal im kommunalen Bildungszentrum (Heinrich-von-Kleist-Forum) Gerd-Bucerius-Saal.